# Tredici (serie televisiva)
Tredici (13 Reasons Why, reso graficamente TH1RTEEN R3ASONS WHY) è una serie televisiva statunitense ideata da Brian Yorkey basata sul romanzo 13 di Jay Asher. Inizialmente la storia ruota attorno alle vicende che seguono il suicidio dell'adolescente Hannah Baker, la quale ha registrato i tredici motivi che l'hanno spinta a togliersi la vita, per spostarsi nelle successive stagioni sulle vicende dei ragazzi della Liberty High.
Le prime due stagioni sono state trasmesse rispettivamente il 31 marzo 2017 e il 18 maggio 2018, sul servizio di video on demand Netflix, in tutti i Paesi in cui il servizio è disponibile. La terza stagione è stata messa a disposizione degli utenti il 23 agosto 2019. La prima stagione è stata acclamata dalla critica, che ha lodato l'interpretazione del cast e l'approccio a temi delicati come il suicidio, la violenza sessuale, l'omosessualità, le violenze domestiche e il bullismo, anche se la rappresentazione esplicita di tali temi ha generato dibattiti e controversie in numerosi Paesi. Le stagioni successive, invece, sono state accolte negativamente dalla critica. Nel 2018 ha vinto il Premio Media Young ai Diversity Media Awards.
L'11 maggio 2020 attraverso i social è stata annunciata la stagione conclusiva della serie, composta da 10 episodi, uscita poi il 5 giugno seguente.

## Trama

### Prima stagione
La Liberty High School, scuola superiore di Evergreen, è sconvolta dal suicidio della studentessa Hannah Baker, che si è tagliata le vene qualche settimana prima. Clay Jensen, anch'egli studente della Liberty High, tornando a casa trova una scatola sulla veranda al cui interno ci sono delle cassette registrate dalla stessa Hannah, in cui spiega le tredici ragioni che l'hanno spinta a togliersi la vita. Clay capisce così di avere a che fare con questa storia e inizia l'ascolto dei nastri, sempre di più spinto dal desiderio di conoscere la verità sul suicidio di Hannah. Ascoltando le cassette Clay si rende conto di essere, indirettamente, uno dei motivi per cui Hannah si è sentita abbandonata. La stagione si chiude con la registrazione fatta da Clay della confessione di Bryce Walker, il quale dichiara di aver violentato Hannah, episodio già narrato da Hannah all'interno della dodicesima cassetta. All'interno poi della tredicesima si scopre che il consulente scolastico Kevin Porter avrebbe potuto intervenire e salvare Hannah, ma si è tirato indietro, spingendola a togliersi la vita.

### Seconda stagione
La stagione si apre con il processo fortemente voluto da Olivia Baker, madre di Hannah, contro la Liberty High School. La donna ha ascoltato le cassette e vuole conoscere la verità sul suicidio di sua figlia e sulle molestie subite. Emerge un vero e proprio problema di bullismo dilagante alla Liberty High: si scopre ben presto come vi siano altre vittime e come la scuola non abbia agito nel momento in cui avrebbe dovuto. Sono chiamate a testimoniare al processo tutte le persone citate nelle cassette di Hannah, inclusi i suoi genitori ed il consulente scolastico Porter. Qualcuno conosce la verità, ma non volendo parlare in prima persona, diffonde alcune polaroid, fotografie che raccontano nuovi eventi che si intersecano alle vicende narrate da Hannah nelle tredici cassette, e minaccia i testimoni con inquietanti messaggi scritti con inchiostro rosso e azioni intimidatorie pur di non svelare la verità su Bryce.

### Terza stagione
La stagione si apre con la scoperta dell'omicidio di Bryce Walker, ricco e altezzoso bullo della Liberty High che in seguito al processo di Hannah Baker e alle accuse di stupro viene costretto a cambiare scuola. La madre desidera che il colpevole si faccia avanti. A condurre le indagini è il detective Standall, il quale si avvale dell'aiuto della madre di Bryce, Nora Walker. I possibili colpevoli risultano essere Zach Dempsey, Alex Standall, Clay Jensen, Jessica Davis, Tony Padilla, Chlöe Rice, Tyler Down, Montgomery de la Cruz, Ani Achola (figlia della domestica a casa di Bryce), Justin Foley, Olivia Baker, Kevin Porter e la stessa Nora Walker.

### Quarta stagione
La quarta stagione parla dell'ultimo anno di liceo dei protagonisti, il quale verrà scombussolato dall'arrivo di Winston, ex amante di Monty intento a scoprire la verità su chi ha veramente ucciso Bryce.

## Episodi
| Stagione         | Episodi | Data Pubblicazione |
| ---------------- | ------- | ------------------ |
| Prima stagione   | 13      | 31 marzo 2017      |
| Seconda stagione | 13      | 18 maggio 2018     |
| Terza stagione   | 13      | 23 agosto 2019     |
| Quarta stagione  | 10      | 5 giugno 2020      |

## Personaggi e interpreti

### Personaggi principali

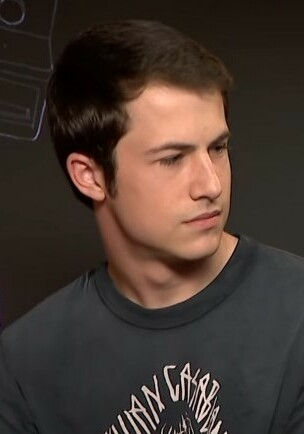
Clay Jensen (stagioni 1-4) interpretato da Dylan Minnette, doppiato da Renato Novara.
Amico di Hannah, cerca di scoprire il ruolo che ha avuto nel suicidio della ragazza e di portare a galla le ragioni che l'hanno spinta a uccidersi. Tecnicamente lui non è uno dei motivi per cui Hannah si è suicidata ma appare comunque in uno dei nastri, per non aver avuto il coraggio di amare Hannah abbastanza e per non essersi fatto avanti con lei. È spesso chiuso in se stesso e si sente colpevole e incapace di agire. Hannah gli dedica la cassetta 6 lato A. Nella seconda stagione farà il possibile per aiutare Olivia Baker nel processo contro la scuola e per incastrare Bryce Walker. Crea un legame speciale e inaspettato con Justin Foley al punto che la sua famiglia prenderà la decisione di adottarlo per salvarlo da una condanna. Nella terza stagione è il principale sospettato per l'omicidio di Bryce ma viene poi rilasciato; stringe amicizia e successivamente si mette assieme alla nuova arrivata Ani. Nella quarta stagione, a seguito di tutte le vicende vissute, diventa mentalmente instabile, compiendo azioni di vandalismo e abusando di sostanze senza accorgersene; è costantemente seguito da uno psicologo.
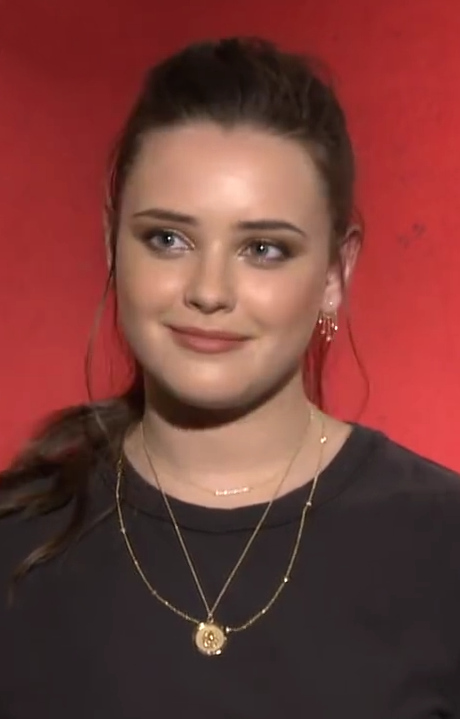
Hannah Baker (stagioni 1-2, guest star stagione 4), interpretata da Katherine Langford, doppiata da Martina Felli.
La ragazza che si è suicidata prima dell'inizio della serie tagliandosi le vene nella vasca da bagno di casa sua a causa dei ripetuti atti di bullismo e violenze subite da parte di vari compagni di scuola. Prima di morire, registra su sette cassette (per un totale di 13 racconti) i motivi che l'hanno spinta al suicidio, ognuno dei quali è associato ad una persona in particolare. Nella seconda stagione appare a Clay e si scoprono nuovi elementi del suo passato, che condizioneranno l'andamento del processo mosso contro la scuola. Durante il processo, una compagna della scuola che frequentava prima di trasferirsi spiegherà come Hannah commise atti di bullismo nei suoi confronti.
- Antonio "Tony" Padilla (stagioni 1-4), interpretato da Christian Navarro, doppiato da Alessandro Capra.
Amico di Clay e Hannah, molto onesto e leale. Ha il compito di assicurarsi che tutti i destinatari delle cassette le ricevano e ascoltino, per fare ciò deve essere spesso strano e misterioso. Ha assistito al ritrovamento del corpo di Hannah. Nella seconda stagione vengono narrati i problemi legali che ha (è in libertà vigilata), dovuti alla mancanza di controllo della rabbia. Nella terza stagione la sua famiglia viene divisa in quanto i genitori sono espulsi dall'America per una denuncia fatta in precedenza dal padre di Bryce, desideroso di vendicarsi di tutti coloro che hanno rovinato la reputazione della sua famiglia. Nella quarta stagione si trova a dover decidere se restare a gestire l’officina di suo padre o partire per il college grazie alla borsa di studio vinta praticando boxe.
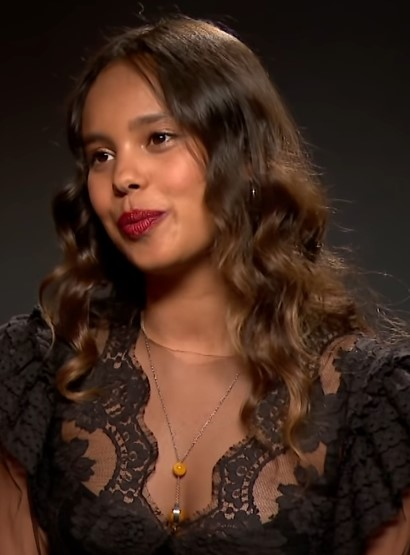
Jessica Davis (stagioni 1-4), interpretata da Alisha Boe, doppiata da Deborah Morese. Un'ex amica di Hannah ed ex fidanzata di Alex, durante la serie invece sta con Justin. Inizia a bere alcolici, sia di sera che a scuola, per placare la sua irrequietezza dovuta, si scoprirà poi, alla violenza sessuale subita da parte di Bryce. Hannah le dedica la cassetta 1 lato B. Nella seconda stagione non riuscirà inizialmente a parlare della violenza subita, ma poi si farà avanti e denuncerà Bryce Walker. Si rimette assieme a Justin, ormai pentitosi delle proprie azioni, e diventa un'attivista per denunciare la figura degli atleti i cui stupri sono protetti o ignorati. Nella quarta stagione comincia una relazione con Diego.
- Justin Foley (stagioni 1-4), interpretato da Brandon Flynn, doppiato da Mattia Bressan.
È una star del basket, del football e del baseball ed è il fidanzato di Jessica. È stato il primo bacio di Hannah, ma ha poi messo in giro una falsa voce su di lei (definendola una "facile") che darà inizio alle vessazioni. È spesso testardo, sconsiderato e fin troppo geloso, maniacale e possessivo. Viene spesso maltrattato dai fidanzati violenti di sua madre. Ha assistito alla violenza che Bryce, suo migliore amico, ha compiuto su Jessica, ma non è riuscito ad intervenire e per questo Hannah lo menziona due volte nelle cassette. Hannah gli dedica la cassetta 1 lato A e la cassetta 5 lato A. Nella seconda stagione viene aiutato da Clay a disintossicarsi dall'eroina e, una volta ripulito, aiuta Jessica nel processo contro Bryce. Viene adottato dai Jensen per tirarlo fuori dalla prigione. Nel finale di stagione si rimette con Jessica e continua a drogarsi di nascosto. Resta profondamente segnato dalla morte di Bryce, essendo stato pur sempre suo amico da quando erano piccoli e riesce a saldare il debito con l'uomo a cui aveva rubato. Trova il coraggio di confessare a Jessica di aver subito violenze sessuali da piccolo da parte di un compagno di sua madre e che è stato costretto a prostituirsi per strada pur di racimolare del denaro per sopravvivere. Nella quarta stagione si scopre essere malato di AIDS e di avere gravi infezioni cerebrali e polmonari, portandolo alla morte.
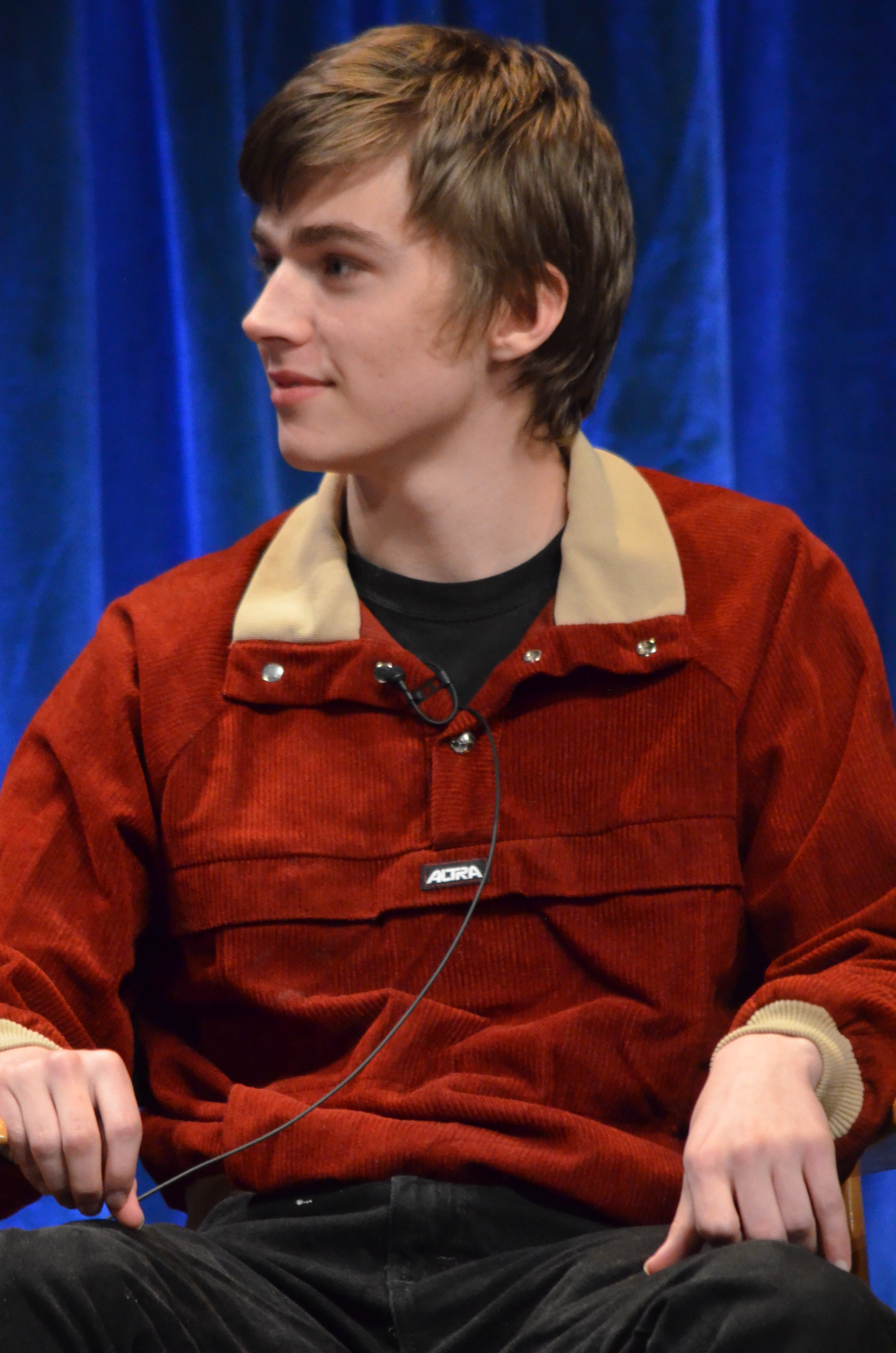
Alexander "Alex" Standall (stagioni 1-4), interpretato da Miles Heizer, doppiato da Tommaso Zalone. Ex amico di Hannah e Jessica ed anche suo ex ragazzo. Dopo il suicidio di Hannah, sentendosi responsabile, mostrerà i primi segni della depressione. Inizierà ad essere strano e andare in paranoia per cose inutili, per poi tentare il suicidio. Hannah gli dedica la cassetta 2 lato A. La sopravvivenza al tentativo di suicidio gli causerà sia problemi fisici, che riscontrerà nella parte sinistra del suo corpo, sia problemi di memoria. Nonostante ciò, farà il possibile per ricordare e aiutare Jessica durante il processo. Instaura un legame di amicizia con Zach e Tyler e comincia ad assumere steroidi per riconquistare Jessica dopo che lei lo lascia, tra le varie ragioni, anche per le scarse prestazioni sessuali. Uccide Bryce dopo averlo trovato con Jessica ferito a causa di Zach, in quanto il ragazzo minacciava di rovinare Zach per il pestaggio appena subito. Nella quarta stagione scopre di provare sentimenti anche nei confronti di ragazzi e comincia una relazione omosessuale con Winston, per poi alla fine fidanzarsi con Charlie.
- Zachary "Zach" Dempsey (stagioni 1-4), interpretato da Ross Butler, doppiato da Paolo De Santis.
Uno dei migliori atleti della scuola. Rubava ad Hannah dei biglietti consegnategli da Clay, dopo essere stato respinto dalla ragazza. Hannah gli dedica la cassetta 4 lato A. Dopo il suicidio di Hannah farà di tutto per redimersi stando dalla parte dei Baker nel processo e in particolare aiutando Alex nella riabilitazione. Si scopre che ha avuto una relazione molto importante con Hannah e che il suo atteggiamento vigliacco sia in realtà la motivazione per la quale si trova nelle cassette. Lascerà la squadra sportiva. All'inizio in forma anonima (si rivelerà in seguito), consegna a Clay le tre polaroid che daranno il via alla ricerca della Clubhouse e alla scoperta di ciò che accade all'interno. Nella terza stagione Bryce gli romperà la gamba alla partita di inizio anno dopo averlo visto molto intimo con Chloe, con la quale avrà una relazione. Zach lo picchierà violentemente al molo lasciandolo in fin di vita. Nella quarta stagione appare come un ragazzo spensierato, ma che in realtà sta solo cercando di dimenticare quello che ha passato godendosi la vita e dandosi all'uso eccessivo di alcolici. Rimane coinvolto in un incidente stradale con Clay dalla quale subirà una delicata operazione al ginocchio. Gli viene proposto di lavorare come preparatore degli attaccanti della squadra della Liberty, ma, dopo il diploma, preferisce iscriversi alla facoltà di musica e canto.
- Tyler Down (stagioni 1-4), interpretato da Devin Druid, doppiato da Andrea Oldani.
È il fotografo della scuola, nonché del giornalino e dell'annuario scolastico, spesso bullizzato dai compagni, soprattutto da Monty de la Cruz. Si scopre che è stato uno stalker di Hannah, togliendole la sensazione di sicurezza nella propria casa. Fotografa il bacio tra lei e Courtney e lo invia a tutta la scuola, dopo essere stato deriso da Hannah per averle chiesto di uscire. Clay manda una foto di lui nudo per tutta la scuola, come vendetta per quello che ha fatto ad Hannah. Hannah gli dedica la cassetta 2 lato B. Nella seconda stagione è vittima di gravi atti di violenza sessuale e del totale abbandono da parte degli altri. Ciò lo deprimerà in modo profondo e, considerando anche la sua passione per le armi, mediterà di fare una strage al ballo della scuola; Clay riesce però ad impedirglielo. Intraprenderà un percorso di miglioramento del comportamento sociale grazie all'apporto dei suoi compagni e alla fine della terza stagione riuscirà a denunciare Monty per l'abuso subito. Nella quarta stagione i suoi amici dubitano di lui pensando abbia avuto una ricaduta, ma si scopre che il ragazzo sta aiutando la polizia di nascosto in un losco affare di armi. Al termine della stagione si avvicina molto ad Estela, la sorella di Monty, instaurando una relazione.
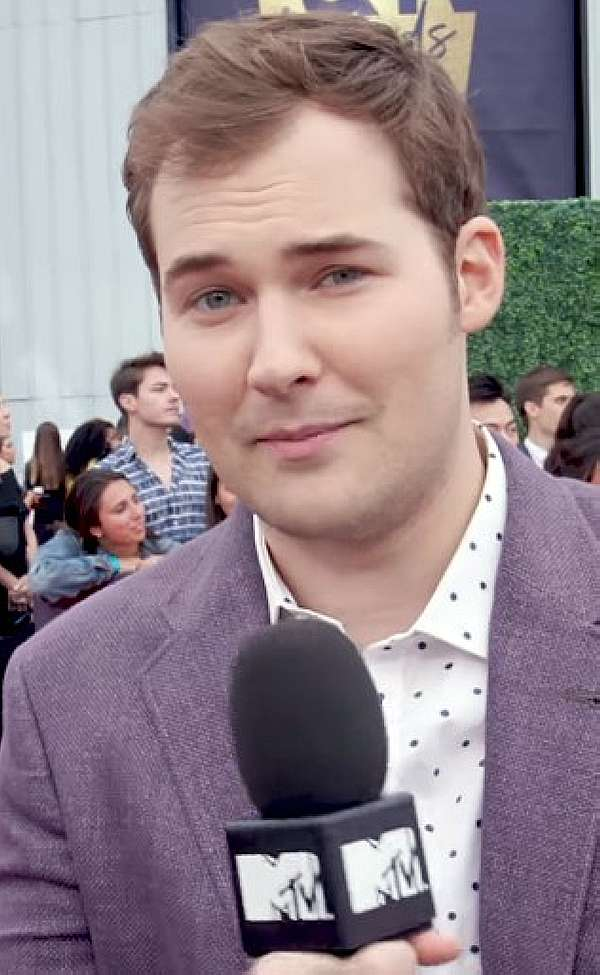
Bryce Walker (stagioni 1-3, ricorrente stagione 4) interpretato da Justin Prentice, doppiato da Marco Benedetti. Amico di Justin e spacciatore di droghe, si scoprirà essere lo stupratore di alcune ragazze. È uno dei ragazzi più popolari della scuola, gioca a baseball, basket e football e gode di una certa considerazione fra gli insegnanti per via della sua ricchezza. Hannah gli dedica la cassetta 6 lato B. Nella seconda stagione si fidanza con Chlöe (pur violentandola quando è in stato di incoscienza) verrà a più riprese accusato di essere uno stupratore ma sarà sempre protetto dalla ricchezza e dalla famiglia, ricevendo così una pena di soli 3 mesi. Una volta uscito dal carcere cambierà scuola. Instaura una relazione sentimentale con Ani Achola, figlia della badante di suo nonno, per la quale ammette di provare dei veri sentimenti; tuttavia è spaventato di ferirla. Nella terza stagione si pente di quello che ha fatto, cercando di fare del bene e dando a Jessica una videocassetta di scuse. Dopo essere stato picchiato violentemente da Zach per un precedente litigio dovuto a Chloe, Bryce viene ucciso da Alex sotto lo sguardo di Jessica, che lo spinge ferito nel fiume lasciandolo annegare. Nella quarta stagione, Jessica brucia assieme ad Ani il nastro della cassetta.
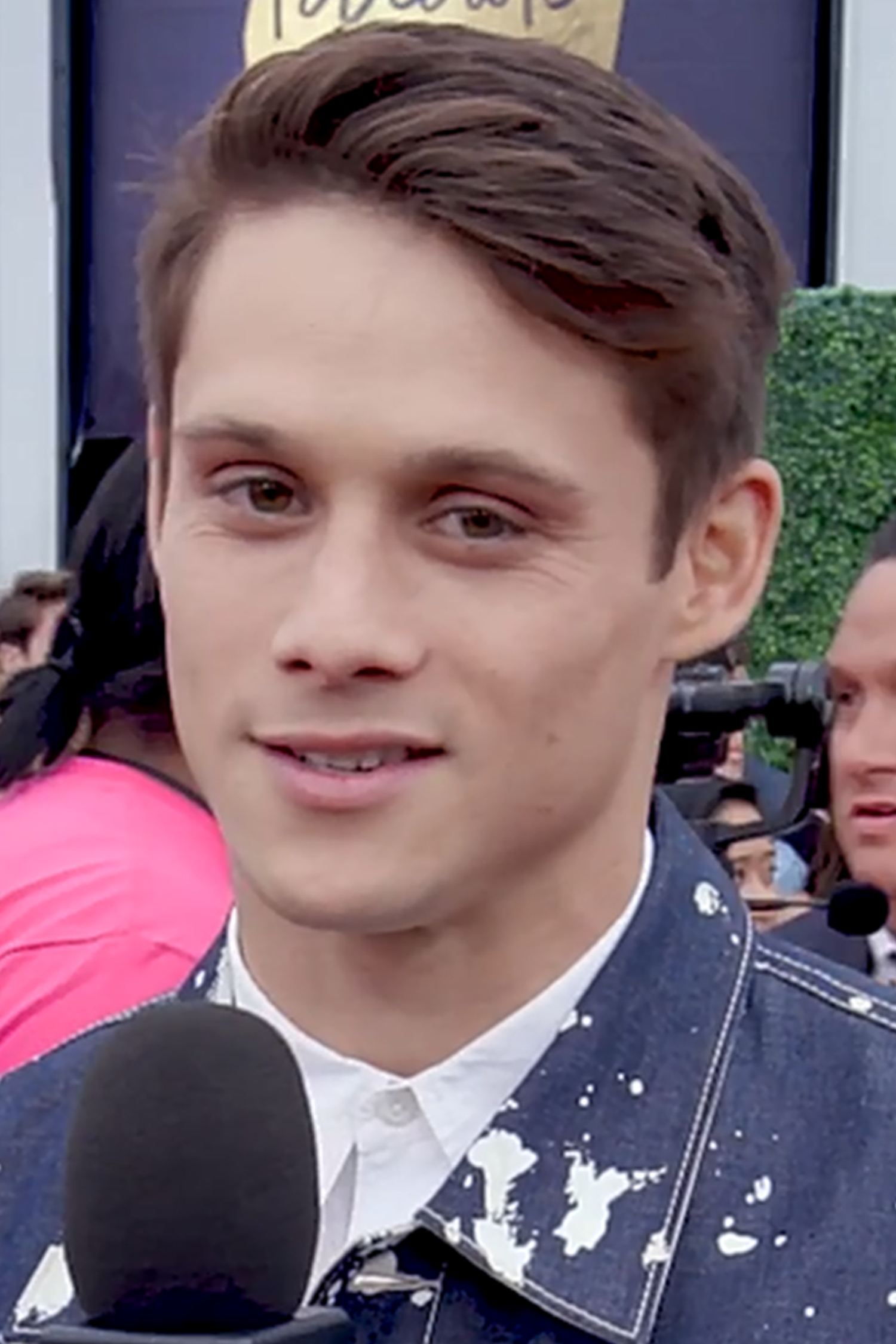
Montgomery "Monty" de la Cruz (stagioni 2-4, ricorrente stagione 1) interpretato da Timothy Granaderos, doppiato da Stefano Pozzi. Bullo e giocatore di baseball della scuola, si scopre essere responsabile di atti intimidatori nei confronti dei compagni testimoni nel processo di Hannah. Alla fine della seconda stagione violenterà Tyler con uno scopettone perché lo ritiene responsabile per aver perso tutto. Segretamente gay, arriverà a dichiararsi apertamente al padre soltanto alla fine della terza stagione. Nella terza stagione viene arrestato per aver violentato Tyler e viene accusato ingiustamente di aver ucciso Bryce Walker. In realtà, la sera in cui Bryce viene ucciso, Monty era in compagnia del suo amante segreto, Winston. Muore assassinato in carcere da un altro detenuto, probabilmente proprio perché omosessuale.
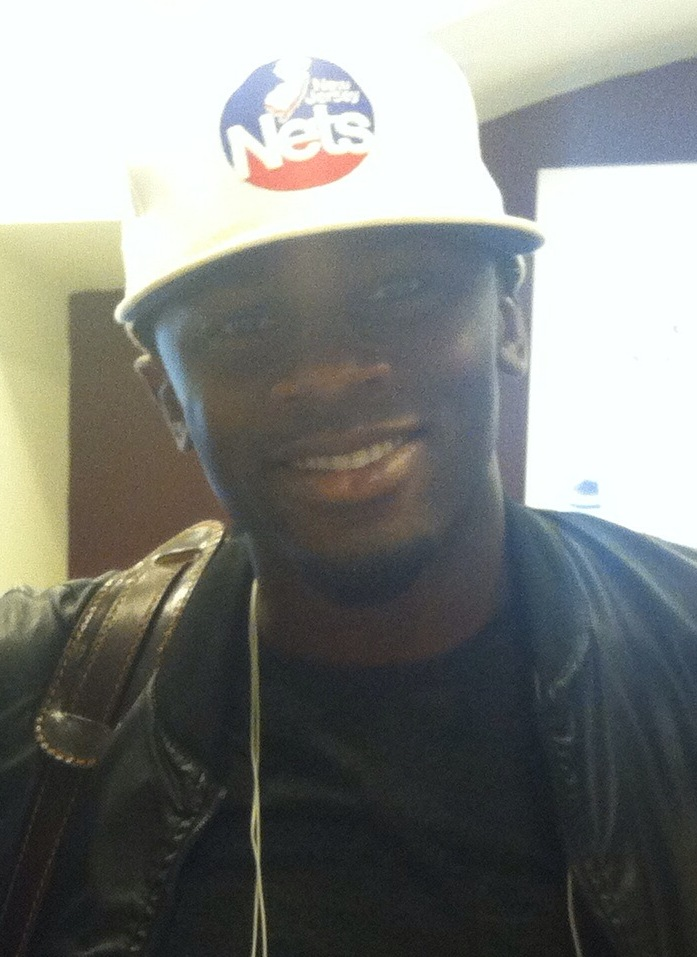
Kevin Porter (stagioni 1-2, guest star stagione 3), interpretato da Derek Luke, doppiato da Lorenzo Scattorin.
Il counselor della scuola. È nell'ultima cassetta, poiché non ha saputo aiutare Hannah quando lei ha raccontato di essere stata stuprata. Si pentirà della sua decisione e ammetterà tutto durante il processo di Olivia Baker contro la scuola; in seguito a ciò verrà licenziato. Nella terza stagione, aiuta segretamente Bryce a riprendersi dal processo.
- Lainie Jensen (stagioni 1-4), interpretata da Amy Hargreaves, doppiata da Elisabetta Spinelli.
La madre di Clay, avvocato. Vuole bene al figlio nonostante non capisca appieno i suoi problemi. Dovrà difendere la scuola di Clay dalle accuse del bullismo lanciate da Olivia Baker. Alla fine della seconda stagione lascerà lo studio per il quale lavora per associarsi a Dennis Vasquez.
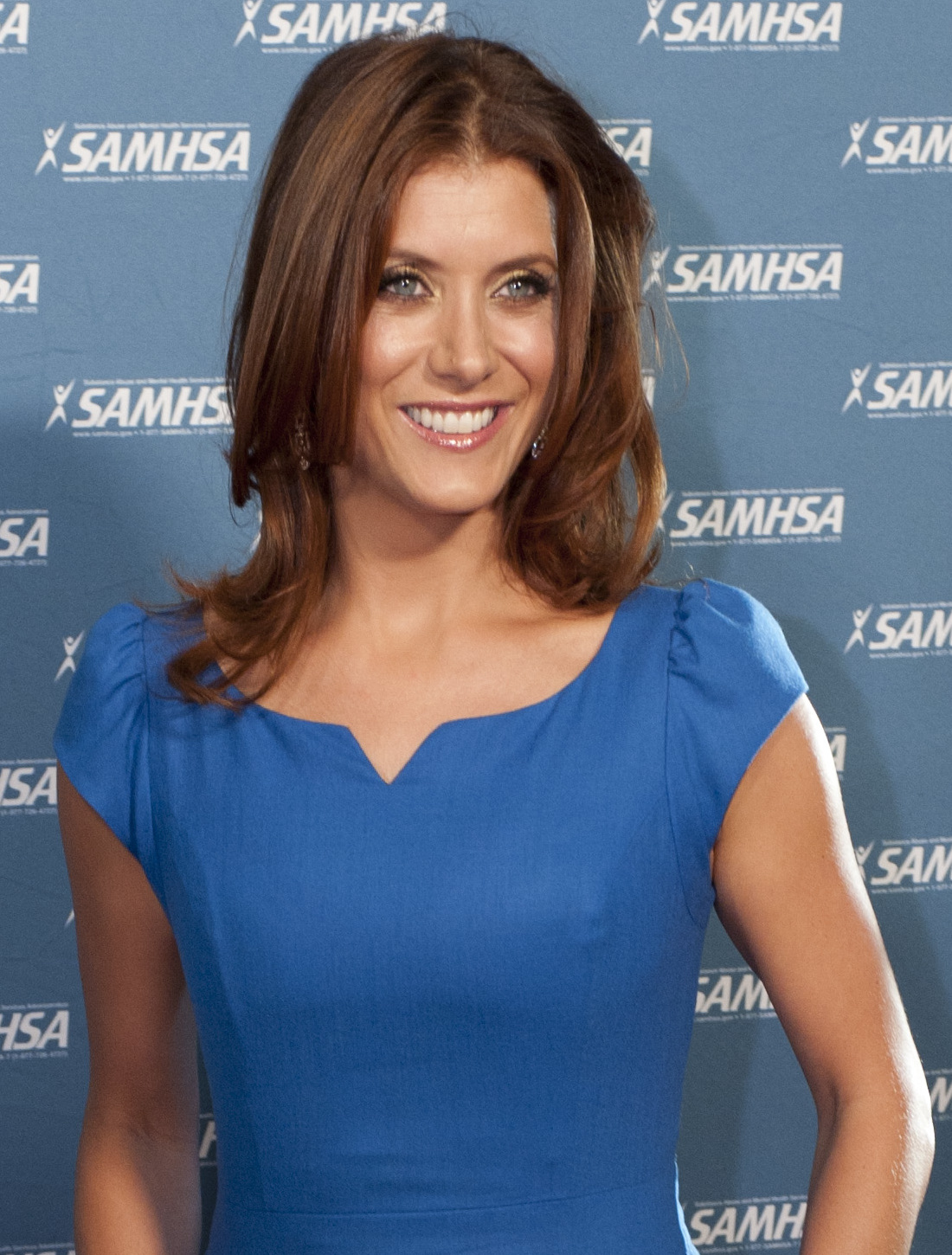
Olivia Baker (stagioni 1-2, guest star stagione 3), interpretata da Kate Walsh, doppiata da Maddalena Vadacca.
La madre di Hannah. Distrutta dalla morte della figlia, darà il via a un processo legale contro la scuola, avendo capito che la figlia era vittima di bullismo, diffuso in tutto l'ambito scolastico. Aveva un bel rapporto con Hannah, anche se la ragazza quando è ancora in vita non riesce a parlare dei suoi problemi in modo diretto con i propri genitori. Fu lei a trovare Hannah morta nella vasca. I suoi genitori avevano da prima problemi, che hanno influenzato Hannah. Lascia la città per andare a New York, come avrebbe voluto fare Hannah, ma nella terza stagione ritornerà momentaneamente e sarà una sospettata sull’omicidio di Bryce.
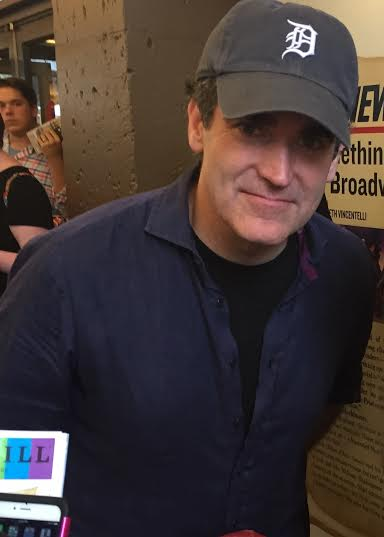
Andrew "Andy" Baker (stagioni 1-2), interpretato da Brian d'Arcy James, doppiato da Alessandro Maria D'Errico.
Il padre di Hannah Baker. Aiuta Olivia, ora sua ex-moglie, nel processo contro la scuola, durante la seconda stagione. Hannah scopre che ha avuto una relazione extraconiugale poco prima del suo suicidio.
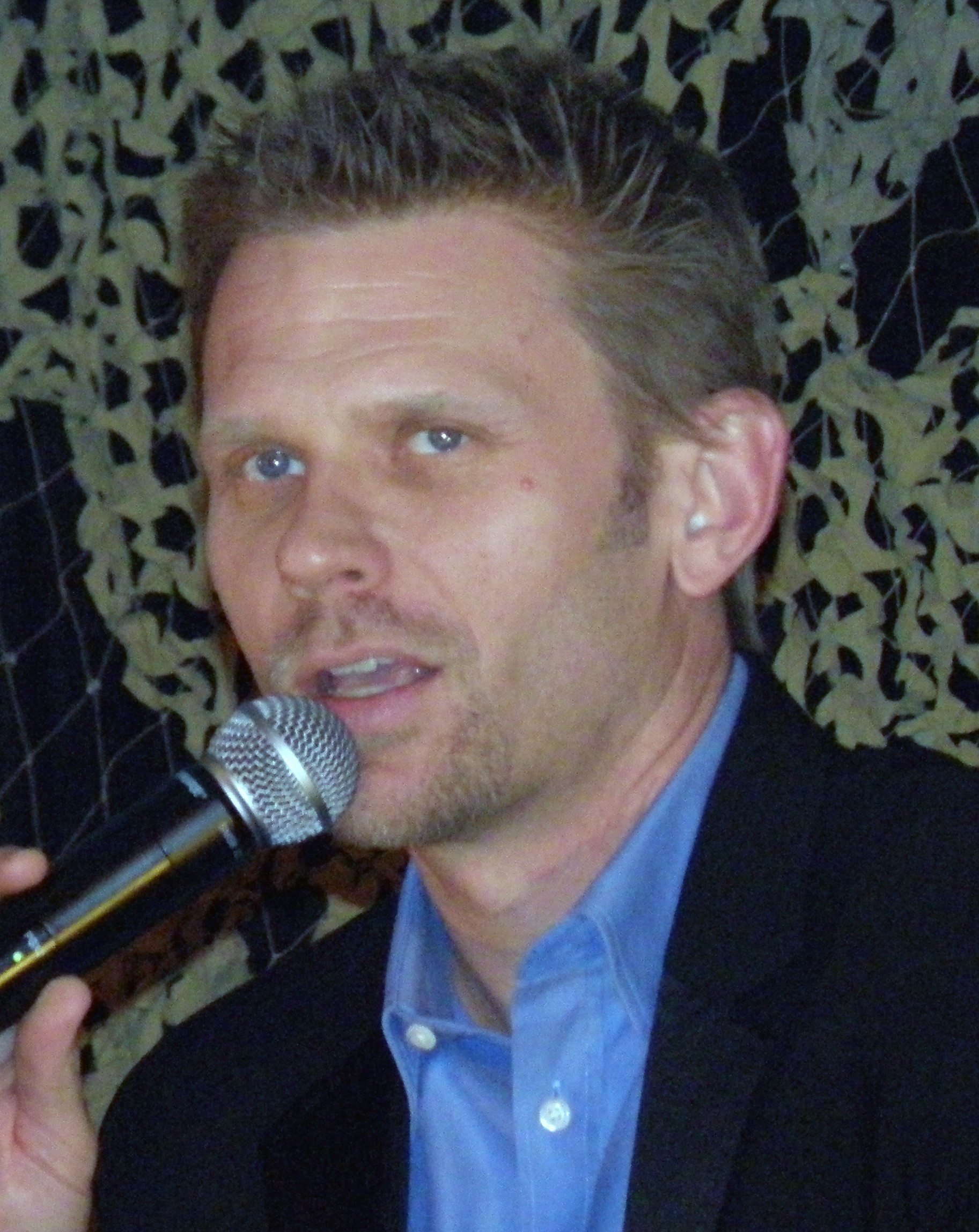
William "Bill" Standall (stagioni 2-4, ricorrente stagione 1), interpretato da Mark Pellegrino, doppiato da Stefano Albertini e Alessandro Zurla.
Vicesceriffo di Crestmont e padre di Alex.
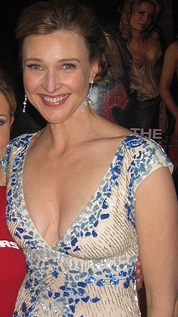
Nora Walker (stagioni 2-3, guest star stagione 4), interpretata da Brenda Strong, doppiata da Patrizia Scianca e Lorella De Luca. Madre distrutta per la morte del figlio Bryce e ex-moglie di Barry. Riesce a capire le intenzioni del figlio.
- Amarowat Anysia "Ani" Achola (stagioni 3-4), interpretata da Grace Saif, doppiata da Ilaria Silvestri.
Nuova arrivata alla Liberty High. Ha seguito la madre che lavora come infermiera presso casa Walker. Intraprende una strana amicizia/relazione con Clay Jensen e una relazione clandestina con lo stesso Bryce Walker, pur essendo cosciente di ciò che ha commesso il ragazzo. Funge da narratrice in tutti gli episodi della terza stagione, intricando le storie di tutti i protagonisti durante la testimonianza a Bill Standall a cui indicherà il colpevole della morte di Bryce Walker, incastrando Monty per aiutare i suoi amici. Nella quarta stagione si separa da Clay, restando comunque buoni amici.
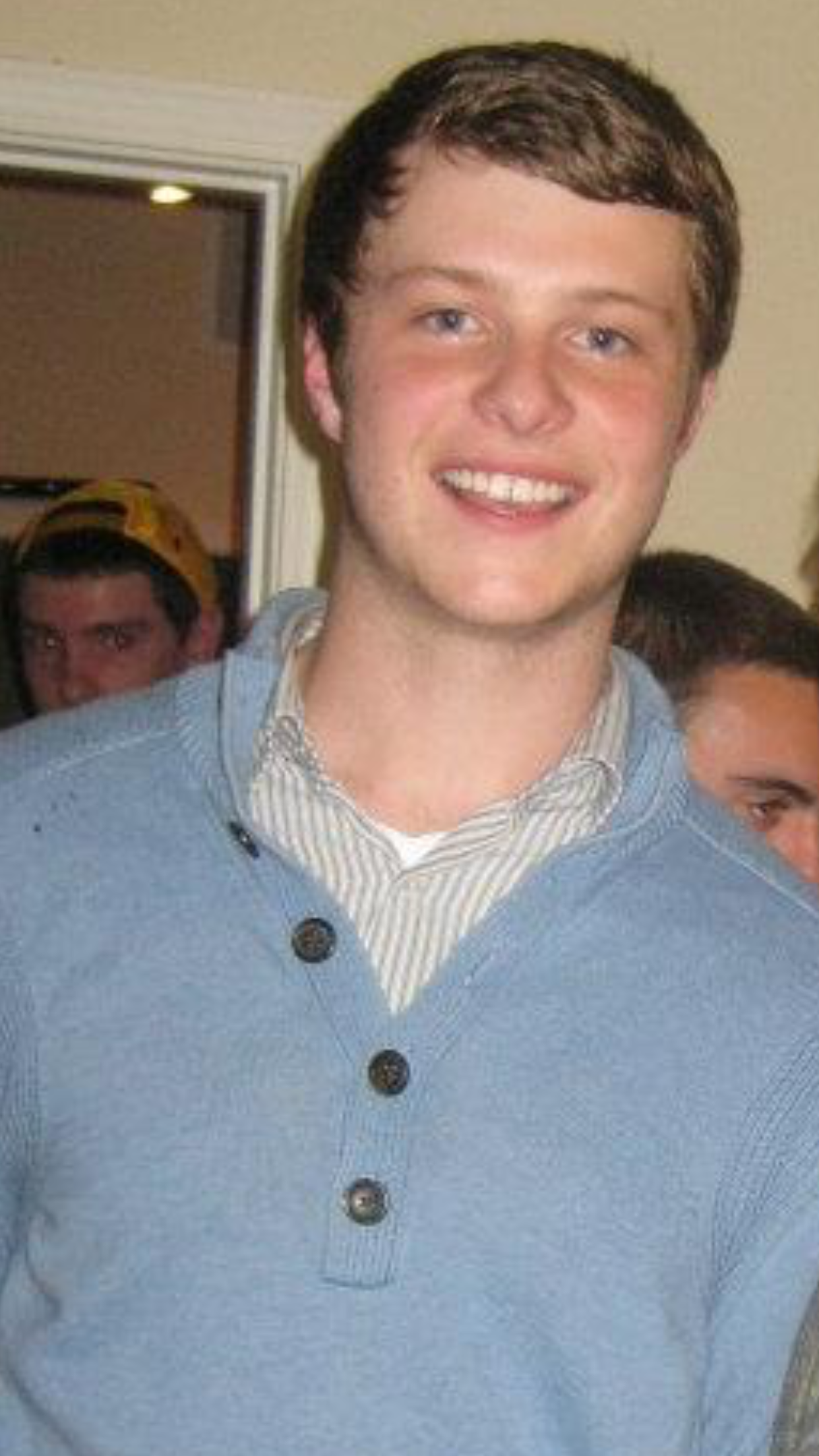
Charles "Charlie" Hayden Brixton St. George (stagioni 3-4), interpretato da Tyler Barnhardt, doppiato da Davide Farronato. Nuovo membro della squadra di football, è diverso dai suoi compagni sia nella personalità che nel temperamento. Si schiera subito dalla parte di Tyler dopo aver saputo quello che gli ha fatto Monty e, successivamente, instaura un buon rapporto con tutto il gruppo di amici di Clay. Nella quarta stagione si fidanza con Alex.
- Winston Williams (stagioni 4, guest star stagione 3), interpretato da Deaken Bluman, doppiato da Lorenzo Gallino e Jacopo Calatroni.
In segreto amante di Monty, è in sua compagnia quando Bryce viene ucciso e, di conseguenza, l'unico a poter testimoniare la sua innocenza. Nella quarta stagione si trasferisce alla Liberty cercando di indagare per ottenere la verità su quanto successo davvero, avvicinandosi molto al gruppo di amici di Clay e, in particolare, ad Alex.
- Diego Torres (stagione 4), interpretato da Jan Luis Castellanos, doppiato da Massimo Di Benedetto.
Nuovo leader della squadra di football della Liberty High; comincia una relazione con Jessica. Molto amico di Monty, Diego non crede a quanto accaduto dietro la morte di Bryce.
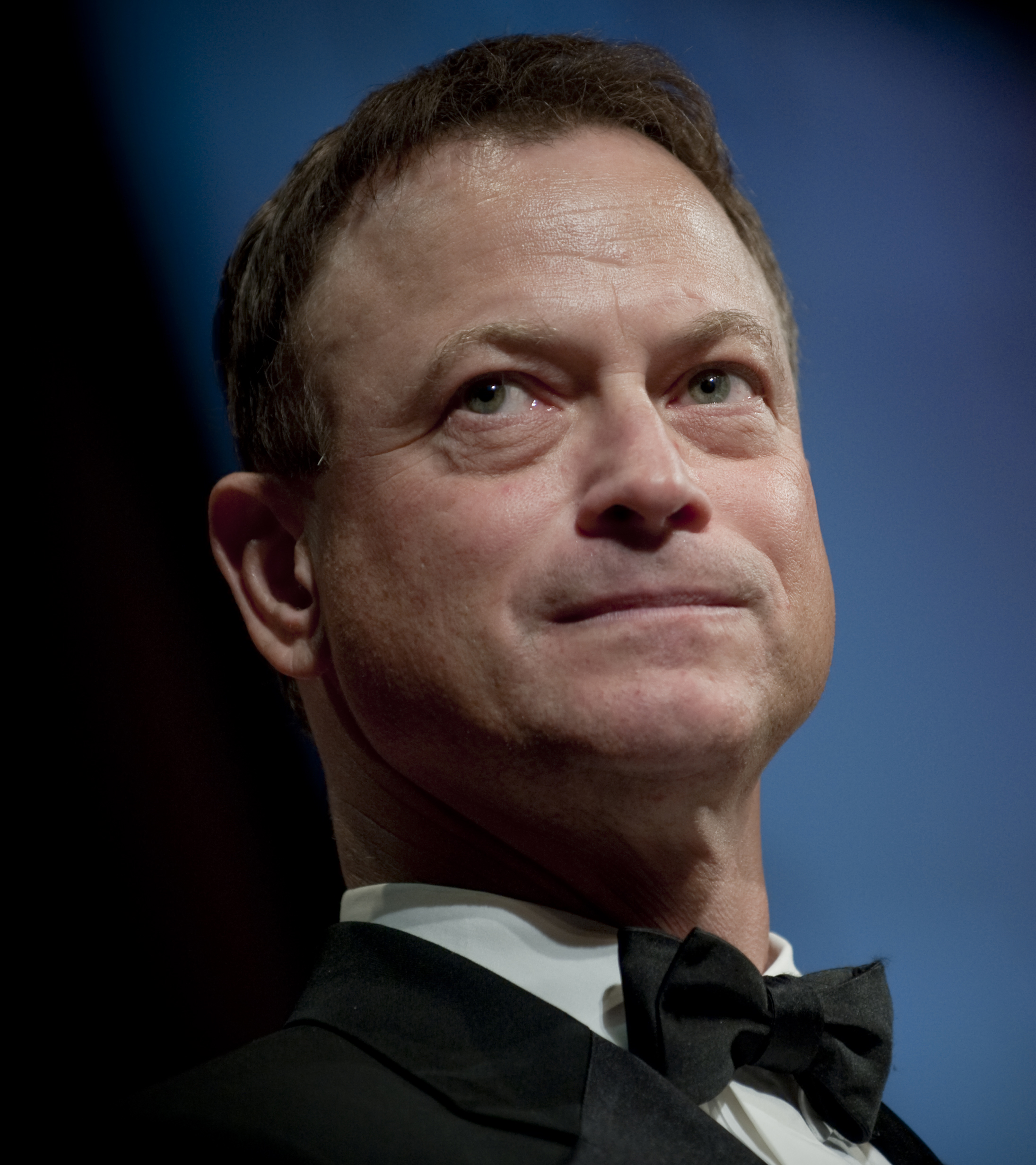
Robert Ellman (stagione 4), interpretato da Gary Sinise, doppiato da Sandro Acerbo.
Psichiatra di Clay.
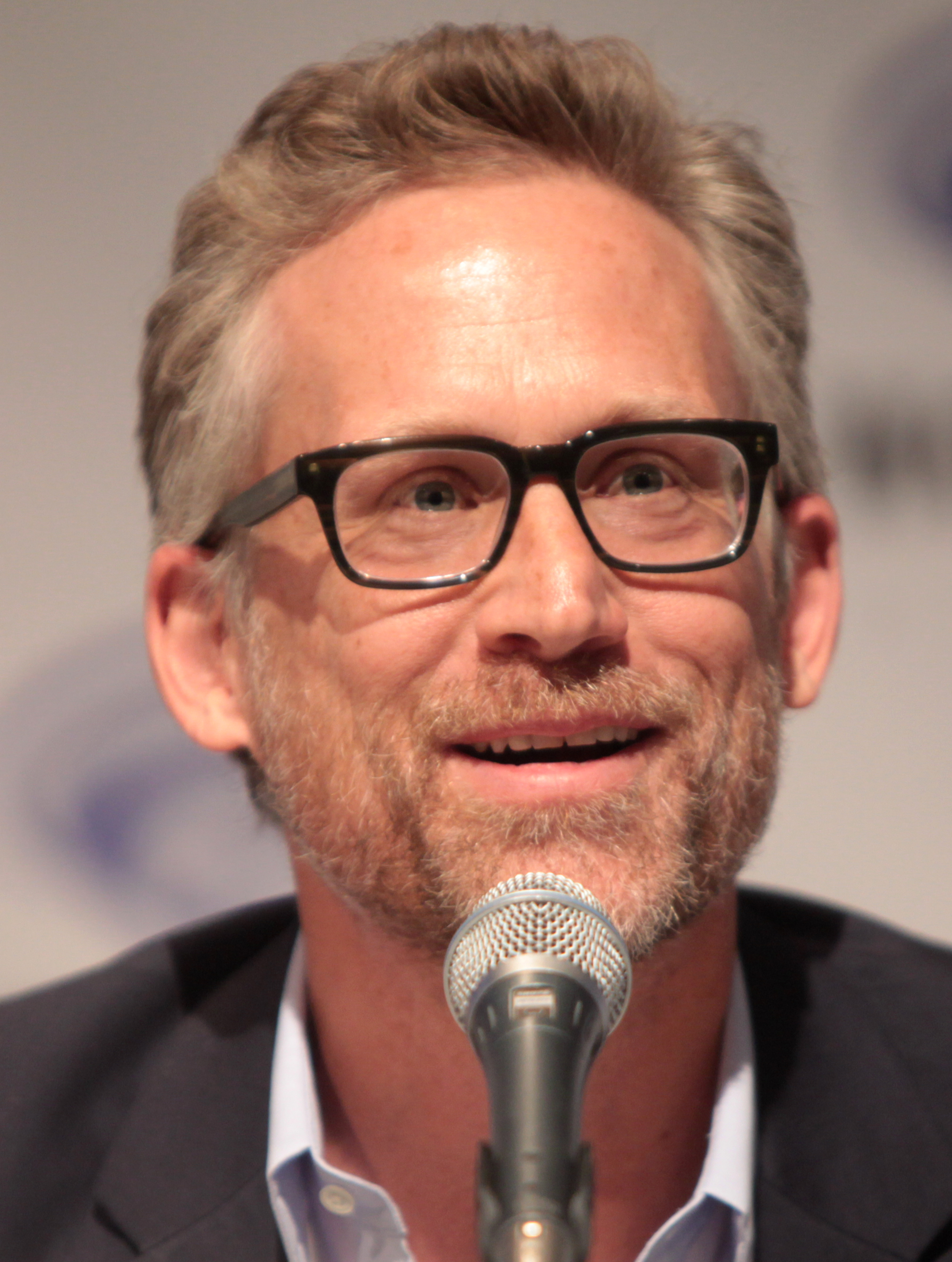
Hansen Foundry (stagione 4), interpretato da Reed Diamond, doppiato da Matteo De Mojana.
Nuovo decano della disciplina alla Liberty.   - Dylan Minnette interpreta Clay Jensen
  - Katherine Langford interpreta Hannah Baker
  - Alisha Boe interpreta Jessica Davis
  - Miles Heizer interpreta Alex Standall
  - Justin Prentice interpreta Bryce Walker
  - Timothy Granaderos interpreta Monty de la Cruz
  - Derek Luke interpreta Kevin Porter
  - Kate Walsh interpreta Olivia Baker
  - Brian d'Arcy James interpreta Andy Baker
  - Mark Pellegrino interpreta Bill Standall
  - Brenda Strong interpreta Nora Walker
  - Tyler Barnhardt interpreta Charlie St. George
  - Gary Sinise interpreta Robert Ellman
  - Reed Diamond interpreta Hansen Foundry

### Personaggi secondari
- Matthew "Matt" Jensen (stagioni 1-4), interpretato da Josh Hamilton, doppiato da Donato Sbodio.
Padre di Clay, è un professore universitario. Contrariamente a Laine, tende ad assecondare le stravaganze di Clay. Almeno fino a quando le conseguenze potrebbero essere irreparabili.
- Courtney Crimsen (stagioni 1-2, guest star stagione 3-4), interpretata da Michele Selene Ang, doppiata da Francesca Bielli.
Presidente del comitato studentesco della Liberty, è stata adottata da due uomini. Priva del coraggio di fare coming out, mantiene la propria reputazione rivelando il segreto di Hannah.
- Marcus Cole (stagioni 1-2), interpretato da Steven Silver, doppiato da Federico Zanandrea.
Figlio di un politico, Marcus è il rappresentante degli studenti e ha la strada apparentemente spianata verso il successo. Nella prima stagione ottiene un appuntamento con Hannah, tentando di molestarla in una tavola calda. Nella seconda stagione, pur prendendo le distanze da Bryce, viene divulgato un video che lo ritrae mentre si intrattiene con una escort. È espulso dalla Liberty.

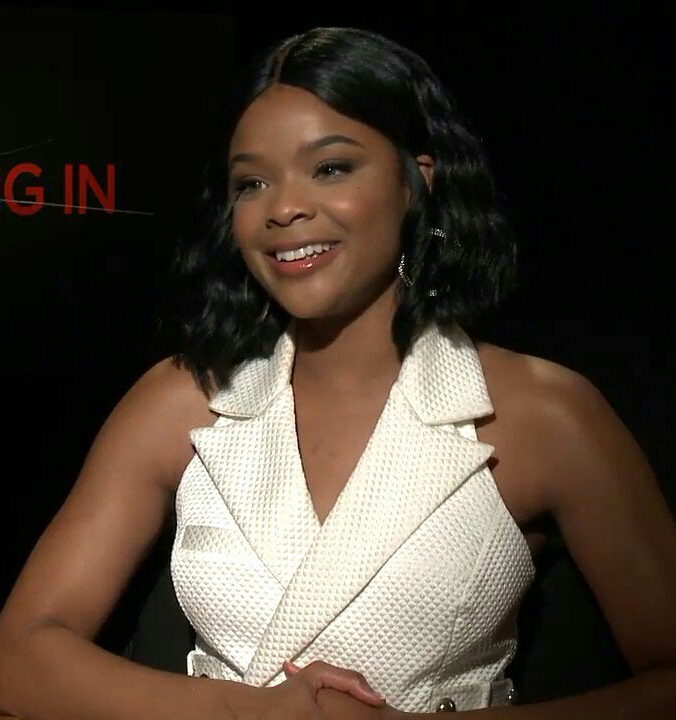
Sheri Holland (stagioni 1-2), interpretata da Ajiona Alexus, doppiata da Katia Sorrentino. Studentessa e cheerleader della Liberty, è responsabile dell'abbattimento del cartello stradale che provoca la morte di Jeff.
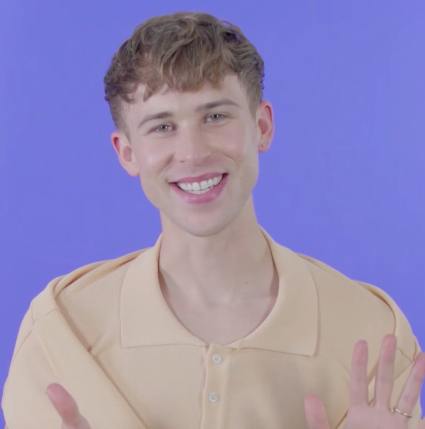
Ryan Shaver (stagioni 1-2, guest star stagione 4), interpretato da Tommy Dorfman, doppiato da Simone Lupinacci. Direttore del giornalino della Liberty, appassionato di poesia e letteratura. Apertamente gay, sprona Hannah a scrivere, pubblicando però una sua poesia senza permesso.
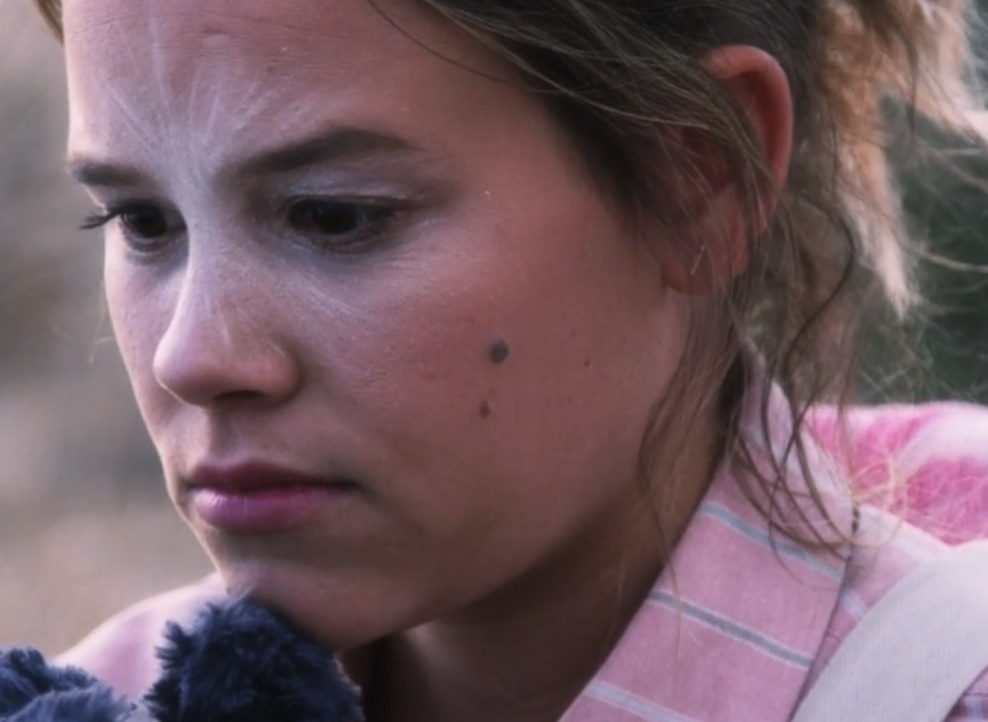
Skye Miller (stagioni 1-2), interpretata da Sosie Bacon, doppiata da Gea Riva. Ragazza dark che lavora come cameriera al Monet's. Nella seconda stagione diventa la fidanzata di Clay, senza riuscire però a domare i suoi problemi di autolesionismo. Dopo l'ennesimo ricovero, decide di trasferirsi dagli zii in un altro Stato per lasciare vivere sereno Clay.
- Brad (stagione 1), interpretato da Henry Zaga.
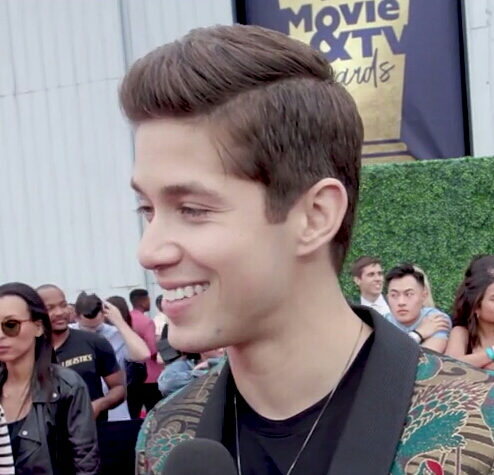
Jeffrey "Jeff" Atkins (stagione 1, guest star stagione 2), interpretato da Brandon Larracuente, doppiato da Alessandro Pili. Amico di Clay, cui offre consigli amorosi in cambio di tutoraggio per la scuola. È lui a spronarlo a corteggiare Hannah. Rimane vittima di un incidente stradale la sera della festa di Jessica. Nella seconda stagione riappare in un flash-back.
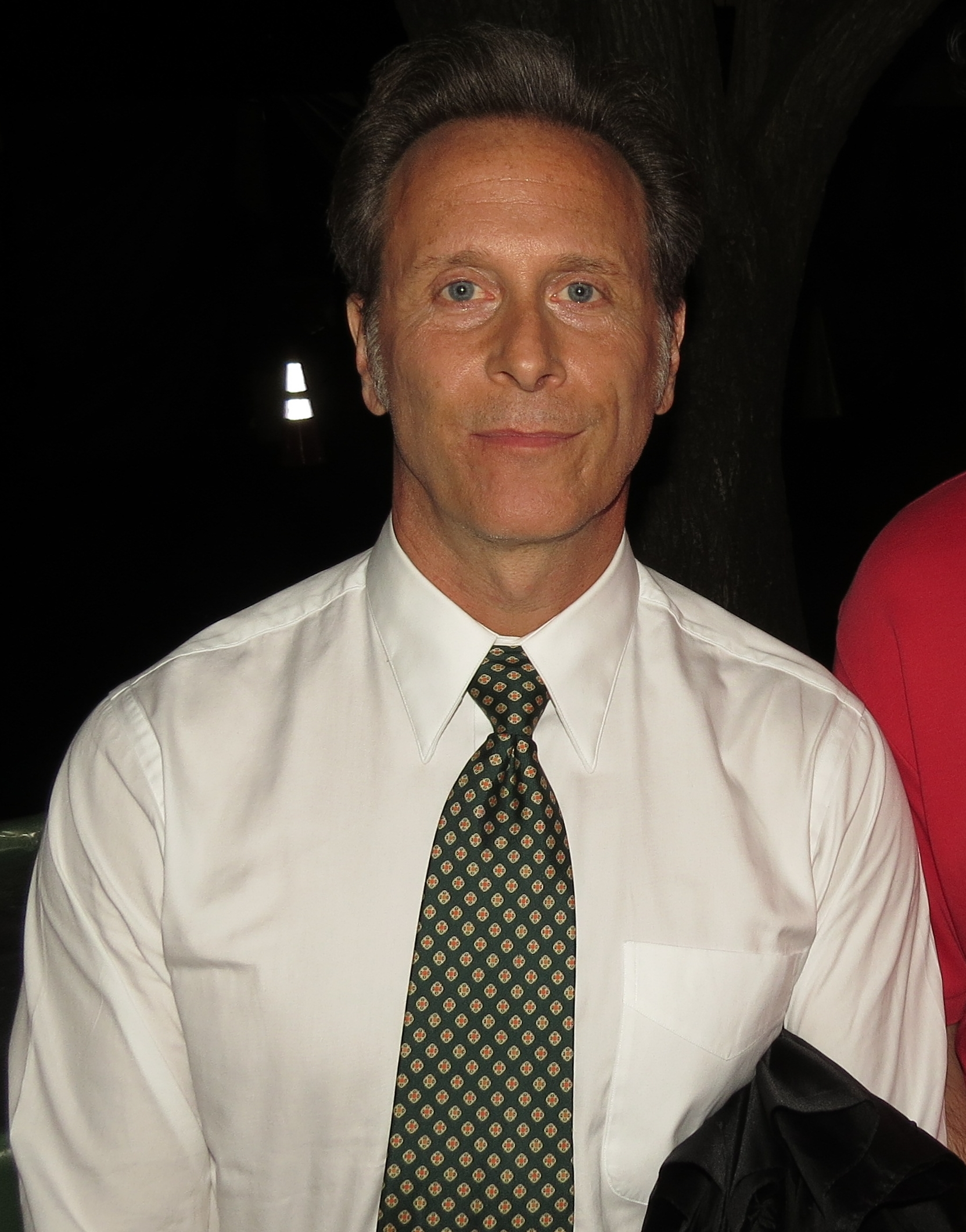
Gary Bolan (stagioni 1-4), interpretato da Steven Weber, doppiato da Claudio Moneta.
Preside della Liberty High School.
- Pam Bradley (stagione 1, guest star stagione 2), interpretata da Keiko Agena, doppiata da Marcella Silvestri.
Insegnante di comunicazione. Legge in classe la lettera di Hannah in cui la ragazza invocava aiuto.
- Gregory "Greg" Davis (stagioni 1-4), interpretato da Joseph C. Phillips, doppiato da Marco Balzarotti.
Membro della United States Air Force e padre di Jessica.
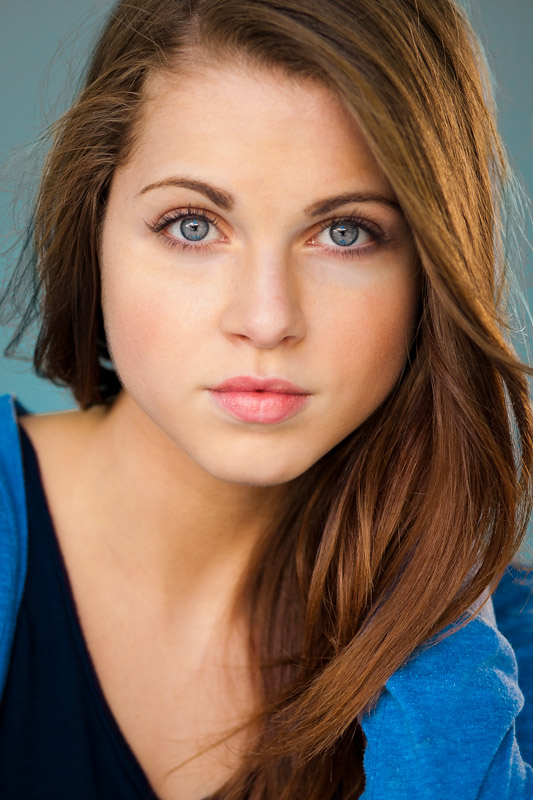
Chlöe Rice (stagioni 2-4), interpretata da Anne Winters, doppiata da Tiziana Martello. Ragazza popolare della Liberty High a capo delle cheerleaders ed ex ragazza di Bryce, di cui rimane incinta alla fine della seconda stagione. Decide di abortire all'inizio della terza. Ha avuto una relazione con Zach, causa della lite tra lui e Bryce.
- Caleb (stagioni 2-4), interpretato da R.J. Brown, doppiato da Ruggero Andreozzi.
Allenatore di pugilato e fidanzato di Tony
- Cyrus (stagioni 2-4), interpretato da Bryce Cass. 
Ragazzo punk che diventa amico di Tyler.
- Mackenzie (stagioni 2-4), interpretata da Chelsea Alden. 
Sorella di Cyrus e interesse amoroso di Tyler.
- Scott Reed (stagioni 2, ricorrente stagione 4), interpretato da Brandon Butler. 
Membro della squadra di football e di baseball.
- Nina Jones (stagione 2), interpretata da Samantha Logan. 
Studentessa della Liberty che sostiene Jessica nella sua lotta allo stupro, in quanto anche lei ne è stata vittima in passato.
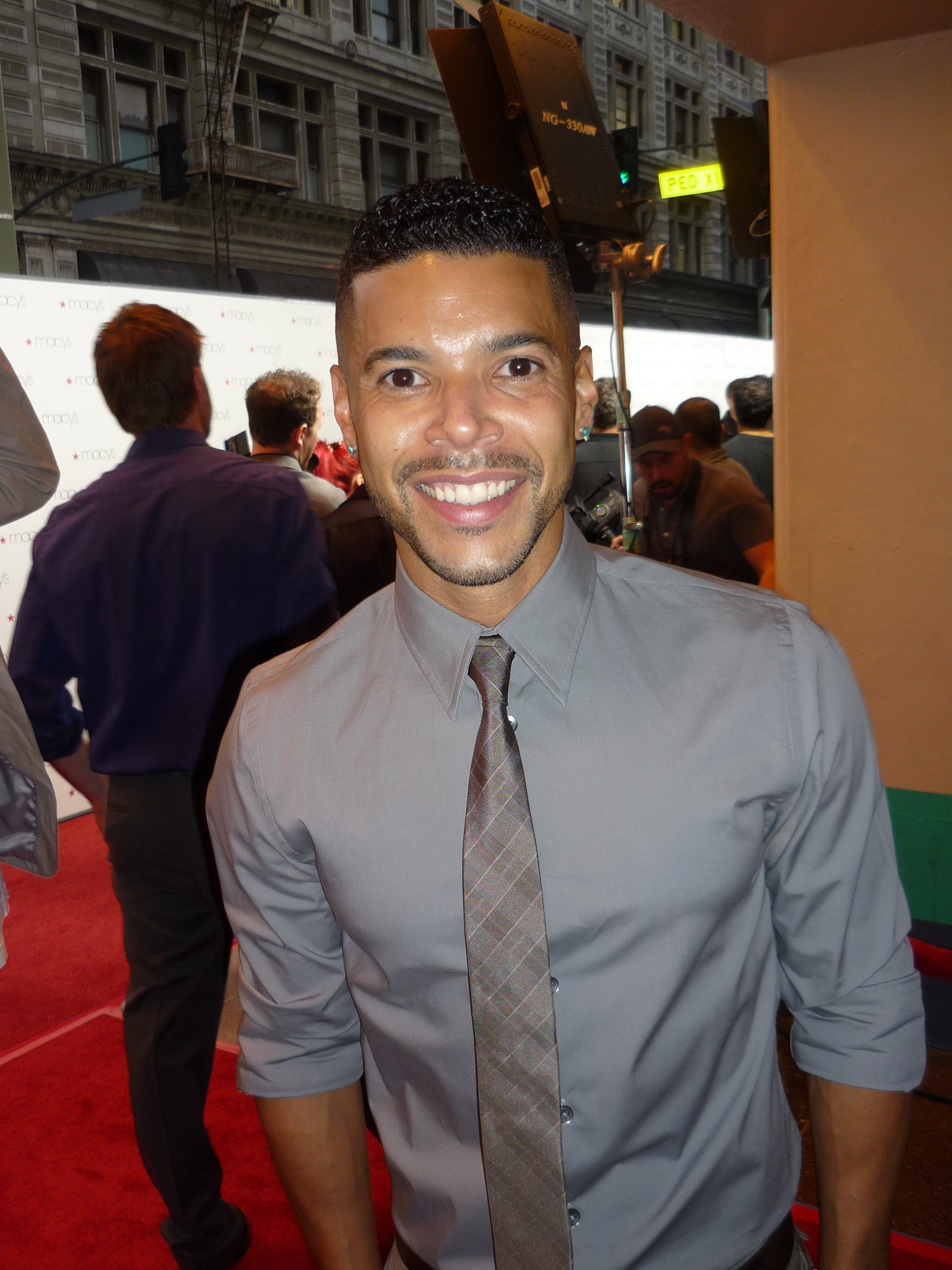
Dennis Vasquez (stagione 2, guest star stagioni 1,3), interpretato da Wilson Cruz.
Avvocato della famiglia Baker.
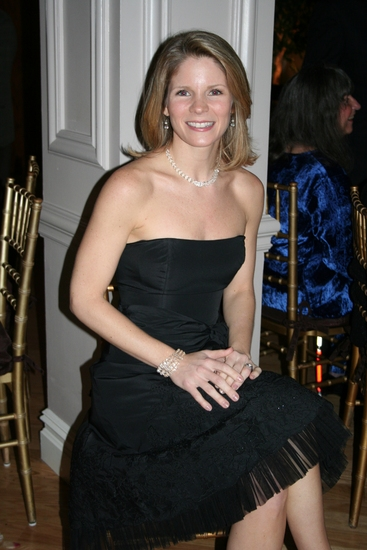
Jackie (stagione 2), interpretata da Kelli O’hara.
Amica di Olivia che la aiuterà nel processo.
- Estela de la Cruz (stagione 4), interpretata da Inde Navarrette, doppiata da Federica Simonelli.
Sorella minore di Monty, nuova nella Liberty. Si avvicinerà molto a Tyler.
- Carolyn Standall (ricorrente stagioni 1-4), interpretata da Meredith Monroe. 
Infermiera e madre di Alex.
- Karen Dempsey (ricorrente stagioni 1-3), interpretata da Cindy Cheung. 
Madre di Zach.
- Seth Massey (stagioni 1-3), interpretato da Matthew Alan. 
Violento fidanzato della madre di Justin, nonché suo spacciatore.
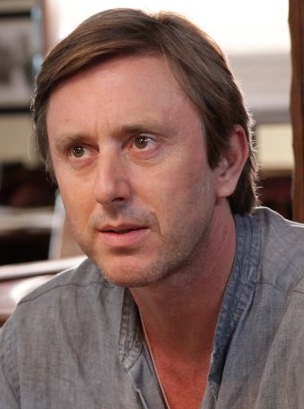
Barry Walker (stagioni 2-3), interpretato da Jake Weber.
Padre di Bryce ed ex-marito di Nora.
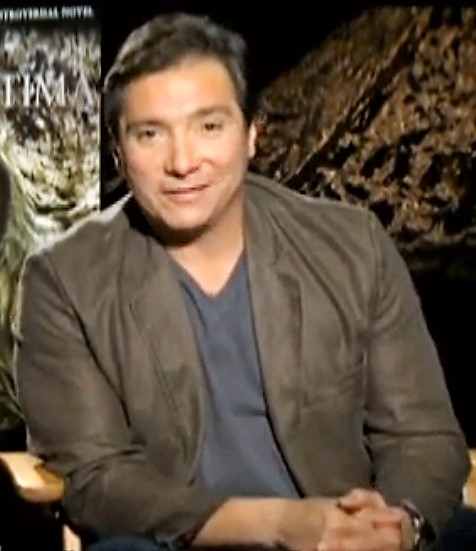
Sceriffo Diaz (stagioni 3-4), interpretato da Benito Martinez.
Sceriffo della contea.
- Amara Achola (ricorrente stagione 3), interpretata da Nana Mensah. 
Madre di Ani e domestica presso la casa di Nora Walker.
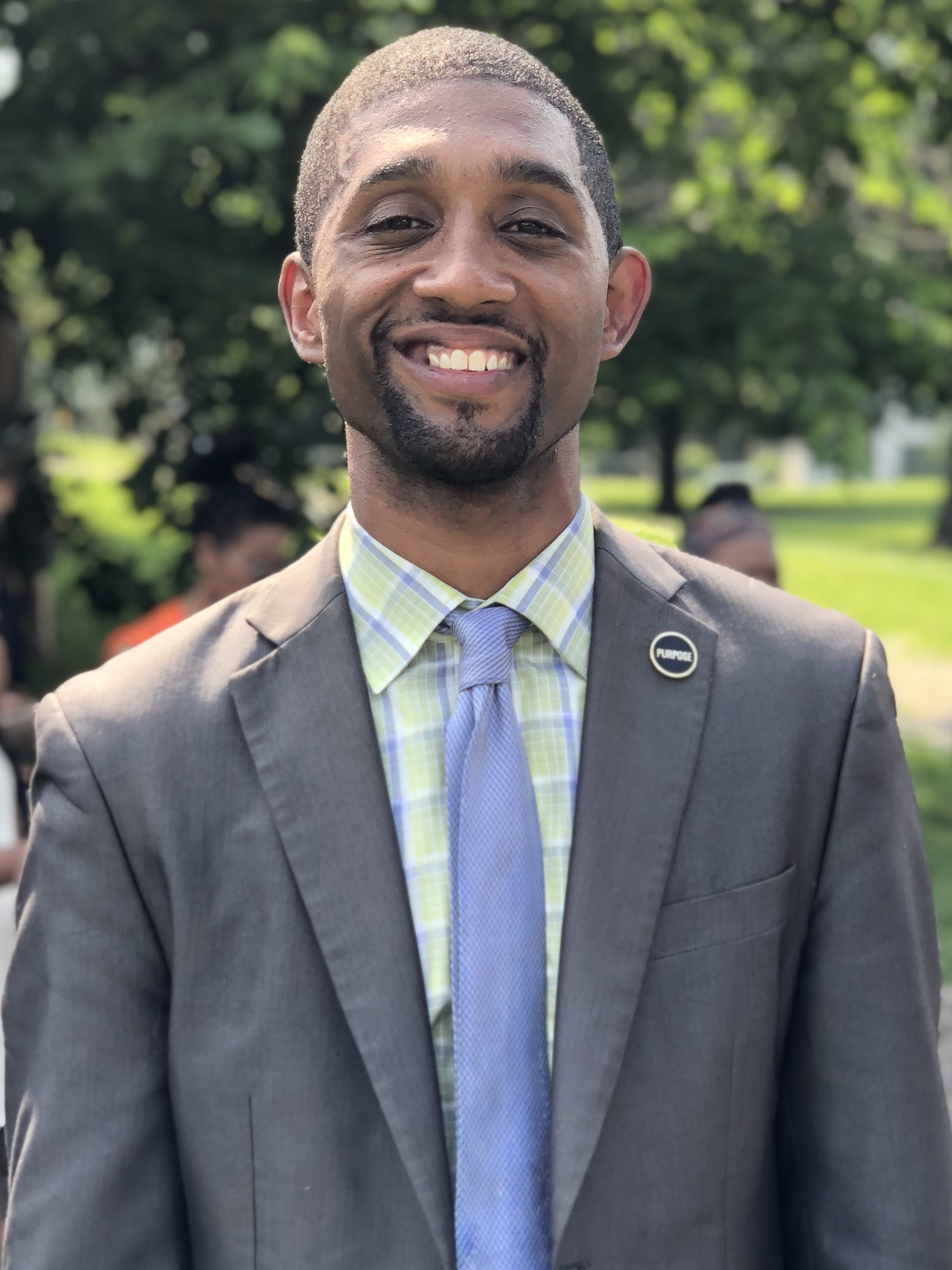
Coach Kerba (ricorrente stagioni 3-4), interpretato da Brandon Scott.
Allenatore della squadra di football della Liberty. *  - Ajiona Alexus interpreta Sheri Holland
  - Tommy Dorfman interpreta Ryan Shaver
  - Sosie Bacon interpreta Skye Miller
  - Brandon Larracuente interpreta Jeff Atkins
  - Steven Weber interpreta Gary Bolan
  - Anne Winters interpreta Chlöe Rice
  - Wilson Cruz interpreta Dennis Vasquez
  - Kelli O'Hara interpreta Jackie
  - Jake Weber interpreta Barry Walker
  - Benito Martinez interpreta Diaz
  - Brandon Scott interpreta Kerba

## Produzione
Nel febbraio 2011 gli Universal Studios acquistarono i diritti cinematografici del romanzo di Jay Asher con l'intenzione di realizzare un film interpretato da Selena Gomez nel ruolo di Hannah Baker. Nell'ottobre 2015 venne annunciato che il romanzo sarebbe stato adattato in una serie televisiva per Netflix e che Gomez sarebbe stata produttrice esecutiva della serie. La serie è prodotta da Anonymous Content e Paramount Television; Steve Golin, Tom McCarthy, Kristel Laiblin, Diana Son e Michael Sugar figurano tra i produttori esecutivi insieme a Selena Gomez.
Il 7 maggio 2017 la serie è stata rinnovata per una seconda stagione, pubblicata il 18 maggio 2018. Il 6 giugno 2018, la serie è stata rinnovata per una terza stagione, che andrà in onda a partire dal 23 agosto 2019. Prima della messa in onda della terza stagione, la serie è stata rinnovata per una quarta ed ultima stagione prevista per il 5 giugno 2020. A nemmeno un mese di distanza dalla distribuzione della quarta stagione, molti fan della serie sembrano essere intenzionati a scrivere storie e fanfiction riguardanti una "quinta stagione" anche se probabilmente non avrà mai luce. La maggior parte delle storie verranno pubblicate sulla piattaforma per scrittori Wattpad.

### Casting
Nel giugno 2016 venne annunciato che Dylan Minnette e Katherine Langford sarebbero stati i protagonisti della serie nei ruoli di Clay Jensen e Hannah Baker. Inoltre venne annunciato il resto del cast principale, composto da Brandon Flynn, Christian Navarro, Alisha Boe, Justin Prentice, Devin Druid, Miles Heizer e Ross Butler. Nello stesso mese entrarono nel cast Kate Walsh e Derek Luke nel ruolo della madre di Hannah e Kevin Porter. A fine mese si aggiunse al cast Amy Hargreaves nel ruolo della madre di Clay.

### Riprese
La riprese della prima stagione si tennero nella contea di Marin, California, il 13 giugno 2016.
Le riprese per la seconda stagione sono iniziate il 12 giugno 2017 [25], ma sono state brevemente interrotte nel mese di ottobre a causa di alcuni incendi scoppiati nella California del Nord, proprio nelle aree in cui si stava girando la serie. La produzione della seconda stagione è terminata nel dicembre 2017. La seconda stagione è stata resa disponibile il 18 maggio 2018.
Le riprese della terza stagione sono iniziate il 12 agosto 2018, ma sono state interrotte a causa di un altro incendio fino al 17 dicembre. Le riprese della terza stagione sono terminate il 6 febbraio 2019.

## Distribuzione
La prima stagione di Tredici è stata interamente distribuita il 31 marzo 2017 su Netflix, in tutti i territori in cui il servizio è disponibile. Nello stesso giorno è stato distribuito anche il documentario Tredici: oltre i perché, in cui i produttori, il cast della serie e alcuni psicologi discutono dei temi trattati nella serie come depressione, bullismo e violenza sessuale.
La seconda stagione invece è stata interamente distribuita il 18 maggio 2018 su Netflix, in tutti i territori in cui il servizio è disponibile. Nello stesso giorno è stata distribuita anche la seconda stagione del documentario Tredici: oltre i perché.
Il 1º agosto 2019 è stata annunciata l'uscita della terza stagione, programma per il 23 agosto 2019. Il 2 agosto 2019 è stato creato un sito internet per promuovere la terza stagione, whokilledbrycewalker.com, al fine di anticipare i possibili colpevoli dell'omicidio attorno a cui ruota la terza stagione.
Prima della pubblicazione della terza stagione, la serie è stata rinnovata per una quarta stagione, ovvero la stagione finale, rilasciata successivamente il 5 giugno 2020.

## Accoglienza

### Critica
La prima stagione di Tredici è stata accolta positivamente da parte della critica televisiva. Sull'aggregatore di recensioni Rotten Tomatoes ha un indice di gradimento del 78% basato su 63 recensioni, con un voto medio di 7.14 su 10 e un giudizio riassuntivo che recita: «Tredici completa il suo materiale d'origine con un avvincente sguardo al dolore adolescenziale la cui maturità narrativa contraddice la sua natura da young adult». Su Metacritic la prima stagione ottiene un punteggio medio di 76/100, basato su 17 recensioni.
La seconda stagione ha invece ricevuto prevalentemente recensioni miste o negative; la stagione è stata giudicata "inutile" e "noiosa" ed è stata criticata la povertà con cui le tematiche della serie sono state trattate. Rotten Tomatoes riporta un gradimento del 27% con un punteggio medio di 5.31/10, basato su 52 recensioni. Il giudizio riassuntivo recita: «Discostandosi dal materiale originale, Tredici ha l'opportunità di approfondire i suoi personaggi teneramente realizzati; sfortunatamente, nel processo, perde il senso di ciò che all'inizio aveva reso lo show avvincente». Su Metacritic la stagione ottiene un punteggio di 49/100, basato su 16 recensioni.
La terza stagione ha ricevuto recensioni negative, con critiche rivolte al nuovo personaggio di Ani, al modo in cui sono state trattate le numerose tematiche e alla sua conclusione. Su Rotten Tomatoes, che ha definito la stagione «un pasticcio melodrammatico su un misterioso omicidio», si è registrato un indice di gradimento dell'11% con un punteggio medio di 1.43/10, basato su 18 recensioni. Su Metacritic la stagione ottiene un punteggio di 23/100, basato su 4 recensioni.
La quarta stagione ha ricevuto recensioni prevalentemente negative, con critiche rivolte allo sviluppo della trama e dei personaggi, nonché all'utilizzo di «personaggi fantasma» come nella seconda stagione. La serie è stata accusata di aver ormai perso l'empatia dimostrata nella prima stagione e di «feticizzare i disturbi mentali». Su Rotten Tomatoes la stagione ha totalizzato un indice di gradimento del 25%, con un punteggio di 5.33/10, basato su 12 recensioni; il giudizio riassuntivo recita: «Tredici chiude con un caotico capitolo finale che tradisce la poca dignità che era rimasta nelle tragiche vite dei suoi protagonisti teenager».

### Controversie
La serie ha generato numerose controversie a causa della rappresentazione esplicita del suicidio. Numerosi psicologi e consulenti scolastici hanno discusso riguardo ai rischi di emulazione da parte dei giovani. Tali professionisti hanno criticato la serie affermando che «romanticizza il suicidio» e ispira gli adolescenti e i bambini a immaginare cosa potrebbe accadere dopo la loro morte. Il Washington Post ha riportato che numerose scuole in Florida hanno osservato un aumento nei suicidi e nei comportamenti autolesionisti da parte degli studenti e che alcuni di questi studenti hanno associato tali azioni a quanto visto in Tredici. In seguito alla pubblicazione della serie, la National Association of School Psychologists (NASP) inviò ai suoi membri in tutto il paese delle linee guida su come parlare delle immagini rappresentate dalla serie. In risposta alle critiche ricevute, Netflix decise di aggiungere un ulteriore avviso all'inizio del primo episodio, in aggiunta ai tre avvisi già presenti negli episodi contenenti forti immagini grafiche. Ha inoltre aggiunto il visto VM14 nella scheda ufficiale della serie TV.
In Australia headspace, un servizio di assistenza per la salute mentale per i giovani tra i 12 e i 25 anni, diramò nell'aprile 2017 un comunicato riguardante i contenuti grafici di Tredici dopo l'aumento di chiamate ricevute in seguito alla pubblicazione della serie. In Canada una scuola elementare di Edmonton mandò un avviso ai genitori degli alunni dell'ultimo anno affinché consigliassero ai figli di non parlare della serie a scuola, citando preoccupazione per i temi trattati dalla serie come il suicidio, la violenza sessuale, lo spargimento di sangue, la volgarità e l'abuso di alcol e droga. In Nuova Zelanda, uno dei paesi con il più alto tasso di suicidi tra gli adolescenti, l'Office of Film & Literature Classification creò un divieto ad-hoc per la serie, "RP18", vietando la visione di Tredici ai minori senza la supervisione di un adulto.
In risposta alle critiche Selena Gomez, produttrice esecutiva della serie, affermò: «Siamo rimasti fedeli al libro e a quanto creato da Jay Asher, una storia tremendamente tragica, complicata e ricca di suspense. Non è un argomento facile da affrontare, ma sono felice della risonanza avuta dallo show».
Con la messa in onda della terza stagione, Netflix decide di tagliare o modificare, ingrandendo o aggiungendo del materiale alternativo, alcune scene dell'ultimo episodio della prima stagione riguardanti il suicidio della protagonista. Questo perché da dopo la messa in onda della serie i suicidi tra i giovani in America, risultano aumentati di un terzo. Il provider di streaming ha commentato così la decisione presa:
«Mentre ci prepariamo a lanciare la terza stagione alla fine dell’estate, abbiamo pensato molto al dibattito in corso attorno alla serie. Quindi, su consiglio di esperti medici, tra cui la dottoressa Christine Moutier, capo della “American Foundation for Suicide Prevention”, abbiamo deciso con il creatore Brian Yorkey e con i produttori di modificare la scena in cui Hannah si toglie la vita».

## Differenze rispetto al romanzo
La prima stagione della serie TV è molto fedele all'omonimo romanzo di Jay Asher da cui è stata tratta la serie. Tuttavia ci sono alcune piccole differenze:
- Clay impiega solamente una notte per ascoltare tutte le tredici parti registrate da Hannah, nella serie TV invece impiega più giorni.
- Clay ascolta le cassette prevalentemente da solo, ad eccezione della sua che ascolta in compagnia di Tony nella sua Mustang.
- Nel romanzo Clay non incontra nessuno delle persone presenti nelle cassette, non parla di queste con loro e non avvengono tutte le peripezie che accadono a Clay nella serie TV.
- A Clay nel romanzo è dedicata la quinta cassetta, lato A (nono racconto), differentemente dalla serie TV, nella quale gli è stata dedicata la sesta, lato A.
- Il personaggio che abbatte il cartello di stop provocando l'incidente nel romanzo è Jenny Kurtz, nella serie TV si chiama Sheri Holland.
- Hannah nel romanzo non si uccide nella vasca da bagno tagliandosi le vene, ma muore dopo essersi impasticcata (quindi per avvelenamento da eccesso di farmaci).
- I genitori di Hannah non entrano mai in gioco nel romanzo.
- Il personaggio di Kevin Porter nel romanzo è anche professore, oltre che tutor (counselor) degli studenti.
- Nel romanzo, nel lato B della settima cassetta, Hannah registra un "Grazie" dopo qualche istante di silenzio. Nella serie TV invece Clay registra su questo lato una dichiarazione di Bryce Walker in cui ammette di aver violentato Hannah.

## Colonna sonora
Sono state rilasciate compilation di colonne sonore per le prime tre stagioni, così come album di colonne sonore con la colonna sonora originale dello show di Eskmo.

### Stagione 1
13 Reasons Why (A Netflix Original Series Soundtrack): Official Mixtape
1. Selena Gomez – Only You – 3:04
2. Selena Gomez – Kill Em with Kindness (acoustic) – 3:32
3. Billie Eilish – Bored – 3:00
4. Joy Division – Love Will Tear Us Apart – 3:26
5. Chromatics – Hey Hey, My My (Into the Black) – 5:20
6. Lord Huron – The Night We Met – 1:52
7. Hamilton Leithauser and Rostam – A 1000 Times – 4:09
8. Roman Remains – The Killing Moon – 5:30
9. Sir Sly – High – 3:51
10. The Japanese House – Cool Blue – 3:51
11. The Cure – Fascination Street (remastered) – 5:14
12. The Call – The Walls Came Down (single version) – 4:09
13. The Alarm – The Stand (long version) – 4:09

### Stagione 2
13 Reasons Why: Season 2 (A Netflix Original Series Soundtrack): Official Mixtape
1. Selena Gomez – Back to You – 3:30
2. Billie Eilish e Khalid – Lovely – 3:21
3. OneRepublic (feat. Logic) – Start Again – 2:45
4. Yungblud (feat. Charlotte Lawrence) – Falling Skies – 3:22
5. Lord Huron (feat. Phoebe Bridgers) – The Night We Met – 3:28
6. Parade of Lights – Tangled Up – 3:32
7. Colouring – Time – 3:24
8. Leon Else – My Kind of Love – 3:29
9. Haerts – Your Love – 3:45
10. New Order – Love Vigilantes – 4:21
11. Echo and the Bunnymen – The Killing Moon – 5:49
12. Human Touch – Promise Not to Fall – 3:28
13. Years & Years – Sanctify – 3:12
14. Yungblud – Tin Pan Boy – 3:11
15. OMD – Souvenir – 3:37
16. Tears for Fears – Watch Me Bleed – 4:17
17. Siouxsie and the Banshees – Cities in Dust (single version) – 4:06
18. Gus Dapperton – Of Lacking Spectacle – 3:24
19. Telekinesis – Falling (In Dreams) – 2:42
20. The Alarm – Strength – 3:34

### Stagione 3
13 Reasons Why: Season 3 (A Netflix Original Series Soundtrack): Official Mixtape
1. 5 Seconds of Summer – Teeth – 3:24
2. Yungblud – Die a Little – 2:53
3. Lauv (featuring Anne-Marie) – Fuck, I'm Lonely – 3:19
4. The Decemberists – Severed – 4:03
5. Cautious Clay – Swim Home – 3:06
6. Alexander 23 – Another Summer Night Without You – 2:38
7. Charli XCX – Miss U – 3:05
8. Daydream Masi – Favorite Drug – 3:29
9. Daya – Keeping It in the Dark – 3:28
10. JR JR – Young Forever – 4:04
11. Drama Relax (featuring Jeremih) – All That – 2:53
12. K.Flay – This Baby Don't Cry – 3:04
13. Twin Shadow – Walk Forever by My Side – 3:56
14. Health – Slaves of Fear – 4:53
15. Angelo De Augustine – All Your Life – 4:25
16. Hembree – Culture – 3:13
17. Frightened Rabbit – Still Want to Be Here – 3:52
18. Eskmo (featuring White Sea) – Ordinary World – 4:05